# Championnat d'Angleterre de football 1932-1933
Navigation
Édition précédente Édition suivante
La 41e édition du championnat d'Angleterre de football est remportée par Arsenal FC. Le club londonien gagne son deuxième titre de champion en marquant encore une fois plus de 115 buts.
Aston Villa est deuxième, Sheffield Wednesday complète le podium. 
Le système de promotion/relégation reste en place: descente et montée automatique, sans matchs de barrage pour les deux derniers de première division et les deux premiers de deuxième division. Blackpool FC et Bolton Wanderers descendent en deuxième division. Ils sont remplacés pour la saison 1933/34 par Tottenham Hotspur et Stoke City.
Jack Bowers, joueur de Derby County, avec 35 buts, termine meilleur buteur du championnat. 

## Les clubs de l'édition 1932-1933
| Club                                  | Ville         |
| ------------------------------------- | ------------- |
| Arsenal Football Club                 | Londres       |
| Aston Villa Football Club             | Birmingham    |
| Birmingham City Football Club         | Birmingham    |
| Blackburn Rovers Football Club        | Blackburn     |
| Blackpool Football Club               | Blackpool     |
| Bolton Wanderers Football Club        | Bolton        |
| Chelsea Football Club                 | Londres       |
| Derby County Football Club            | Derby         |
| Everton Football Club                 | Liverpool     |
| Huddersfield Town Football Club       | Huddersfield  |
| Leeds United Football Club            | Leeds         |
| Leicester City Football Club          | Leicester     |
| Liverpool Football Club               | Liverpool     |
| Manchester City Football Club         | Manchester    |
| Middlesbrough Football Club           | Middlesbrough |
| Newcastle United Football Club        | Newcastle     |
| Portsmouth Football Club              | Portsmouth    |
| Sheffield United Football Club        | Sheffield     |
| Sheffield Wednesday Football Club     | Sheffield     |
| Sunderland Association Football Club  | Sunderland    |
| West Bromwich Albion Football Club    | Birmingham    |
| Wolverhampton Wanderers Football Club | Wolverhampton |

## Compétition

### Classement
Le classement est établi sur le barème de points classique (victoire à 2 points, match nul à 1, défaite à 0).
| Rang | Équipe                  | Pts | J  | G  | N  | P  | Bp  | Bc  | Diff |
| ---- | ----------------------- | --- | -- | -- | -- | -- | --- | --- | ---- |
| 1    | Arsenal FC              | 58  | 42 | 25 | 8  | 9  | 118 | 61  | +57  |
| 2    | Aston Villa             | 54  | 42 | 23 | 8  | 11 | 92  | 67  | +25  |
| 3    | Sheffield Wednesday     | 51  | 42 | 21 | 9  | 12 | 80  | 68  | +12  |
| 4    | West Bromwich Albion    | 49  | 42 | 22 | 5  | 15 | 71  | 73  | -2   |
| 5    | Newcastle United        | 49  | 42 | 22 | 5  | 15 | 71  | 63  | +8   |
| 6    | Huddersfield Town       | 47  | 42 | 18 | 11 | 13 | 66  | 53  | +13  |
| 7    | Derby County            | 44  | 42 | 15 | 14 | 13 | 76  | 69  | +7   |
| 8    | Leeds United            | 44  | 42 | 15 | 14 | 13 | 59  | 62  | -3   |
| 9    | Portsmouth FC           | 43  | 42 | 18 | 7  | 17 | 74  | 76  | -2   |
| 10   | Sheffield United        | 43  | 42 | 17 | 9  | 16 | 74  | 80  | -6   |
| 11   | Everton FC              | 41  | 42 | 16 | 9  | 17 | 81  | 74  | +7   |
| 12   | Sunderland AFC          | 40  | 42 | 15 | 10 | 17 | 63  | 80  | -17  |
| 13   | Birmingham City         | 39  | 42 | 14 | 11 | 17 | 57  | 57  | 0    |
| 14   | Liverpool               | 39  | 42 | 14 | 11 | 17 | 79  | 84  | -5   |
| 15   | Blackburn Rovers        | 38  | 42 | 14 | 10 | 18 | 76  | 102 | -26  |
| 16   | Manchester City         | 37  | 42 | 16 | 5  | 21 | 68  | 71  | -3   |
| 17   | Middlesbrough FC        | 37  | 42 | 14 | 9  | 19 | 63  | 73  | -10  |
| 18   | Chelsea                 | 35  | 42 | 14 | 7  | 21 | 63  | 73  | -10  |
| 19   | Leicester City          | 35  | 42 | 11 | 13 | 18 | 75  | 89  | -14  |
| 20   | Wolverhampton Wanderers | 35  | 42 | 13 | 9  | 20 | 80  | 96  | -16  |
| 21   | Bolton Wanderers        | 33  | 42 | 12 | 9  | 21 | 78  | 92  | -14  |
| 22   | Blackpool FC            | 33  | 42 | 14 | 5  | 23 | 69  | 85  | -16  |

|  | Champion d'Angleterre |
|  | Relégation            |

## Bilan de la saison
| Tableau d'Honneur                    |           |
| Compétition                          | Vainqueur |
| Championnat d'Angleterre de football | Arsenal   |
| Coupe d'Angleterre de football       | Everton   |
| Charity Shield                       | Everton   |

| Promotions et relégations |                               |
| Promus                    | Stoke City Tottenham Hotspur  |
| Relégués                  | Bolton Wanderers Blackpool FC |

## Statistiques

### Meilleur buteur
- Jack Bowers, Derby County,   35 buts